# Aeroportul Paama
Aeroportul Paama (IATA: PBJ, ICAO: NVSI) este un aeroport din Vanuatu ce deservește zona Paama⁠(d). A fost numit după zona deservită.
Situat la o altitudine de 22 m, aeroportul dispune de o singură pistă.